# Soloní
Soloní (en rus: Солони) és un poble (un possiólok) del krai de Khabàrovsk, a Rússia, que el 2012 tenia 246 habitants. Pertany al districte rural de Verkhnebureïnski.